# Le Grand Colbert
Le Grand Colbert est une brasserie parisienne située dans le quartier de la bourse au 2, rue Vivienne, dans le 2e arrondissement de Paris, entre le palais Brongniart, le jardin du Palais Royal et la place des Victoires. Il est également accessible par la galerie Vivienne.

## Histoire

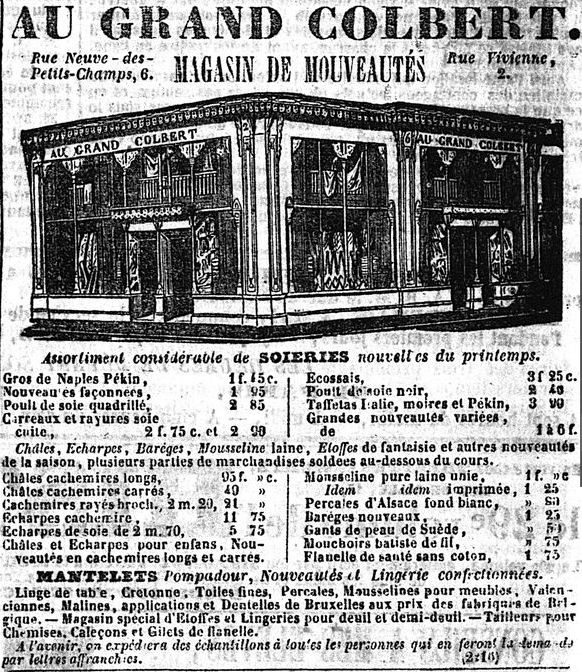
Au Grand Colbert, magasin de nouveautés, publicité (avril 1843).

À l’origine, lors de sa construction en 1637 commandée par Guillaume Bautru, comte de Serrant, le bâtiment était un hôtel particulier érigé sur les plans de l’architecte Louis le Vau.
Il fut vendu à Jean-Baptiste Colbert, le célèbre ministre de Louis XIV en 1665, puis à Philippe d’Orléans en 1719.
En 1806, il était occupé par la caisse de la dette de l’État, jusqu’à sa vente en 1825.
L’hôtel particulier fut alors détruit pour laisser la place au bâtiment actuel et à l’ouverture de la galerie Colbert en 1828 qui devait concurrencer la galerie Vivienne.
Sous Louis-Philippe un magasin de nouveautés appelé « Au Grand Colbert » ouvrit ses portes. Le nom fut conservé jusqu’en 1900 où il fut transformé en restaurant.
C’était jusqu’à sa fermeture il y a quelques années un des « bouillons » les moins chers de la capitale.
Sous l’impulsion de la Bibliothèque nationale de France, propriétaire des lieux, il fut rénové dans tous ses détails d’origine en 1985 en même temps que la galerie Colbert.
On retrouve dans cette grande salle, d’un impressionnant volume architectural, des murs de six mètres, des vestiges avec notamment des pilastres sculptés. Demeurent également des peintures de style pompéien et de rares mosaïques au sol.

## Le Grand Colbert aujourd’hui
Le Grand Colbert est une brasserie parisienne qui sert des plats traditionnels de la cuisine française dirigée depuis 1992 par Joël Fleury ancien du groupe Flo.
La façade, ainsi que la galerie Colbert à laquelle il donne accès, ont fait l’objet d’une inscription aux monuments historiques par un arrêté du 7 juillet 1974.

## Cinéma
Dans Tout peut arriver, une comédie romantique signée Nancy Meyers, Jack Nicholson y rejoint Diane Keaton pour un dîner d'anniversaire.
La brasserie a également accueilli les comédiens Christian Clavier et Chantal Lauby pour une des scènes du film Qu'est-ce qu'on a fait au bon dieu ?.

## Théâtre
Le prix théâtral du Grand Colbert, sous la houlette de l’auteur et metteur en scène Daniel Colas, récompense les révélations théâtrales de l’année.

## Accès
- Lignes 1 (station Palais Royal - Musée du Louvre) et 3 (station Bourse)